# Allobates wayuu
Allobates wayuu ist ein 1999 entdeckter und wissenschaftlich beschriebener Froschlurch aus der Familie Aromobatidae; zunächst war die Art noch als Colostethus wayuu zu den Baumsteigerfröschen (Dendrobatidae) gestellt worden. Die sehr kleinen Tiere sind ausschließlich in einem eng begrenzten Regenwaldgebiet im äußersten Nordosten Kolumbiens zu finden.

## Merkmale
Die Frösche haben eine Kopf-Rumpf-Länge von 15,8 bis 19,7 Millimetern bei den Weibchen beziehungsweise 13,6 bis 16,1 Millimetern bei den Männchen. Der Kopf ist von oben gesehen annähernd eiförmig. Die Breite des Kopfes beträgt rund 85 bis 100 Prozent seiner Länge bei den Männchen und 80 bis 102 Prozent bei den Weibchen, die Länge des Kopfes 33 bis 45 Prozent der Kopf-Rumpf-Länge. Das relativ große Auge misst im Durchmesser 68 bis 100 Prozent (Männchen) beziehungsweise 63 bis 114 Prozent (Weibchen) der Kopflänge.
Die mittelgroßen Vorderfüße haben eine Länge von zwei Drittel der Kopflänge. Die Finger sind von unterschiedlicher Länge, am längsten ist der dritte, gefolgt vom vierten, zweiten und ersten Finger, wobei der erste Finger gelegentlich ebenso groß sein kann wie der zweite. Bei den Männchen ist der dritte Finger im Verhältnis länger als bei den Weibchen. Die Nasenlöcher und Lippen sind nicht hervorgehoben.
Die Hinterbeine haben eine Länge von 41 bis 56 Prozent (Weibchen) beziehungsweise 47 bis 55 Prozent (Männchen) der Kopf-Rumpf-Länge, davon machen die Füße den größten Teil aus (40 bis 53 % der Kopf-Rumpf-Länge).
Zwischen der ersten und zweiten Zehe fehlt die Schwimmhaut, zwischen den anderen ist sie noch rudimentär vorhanden.
Die Haftscheiben aller Finger und Zehen sind mit Ausnahme des dritten Fingers und der vierten Zehe verbreitert und haben einen Durchmesser von rund einem Drittel eines Fingergliedes. Am zweiten Finger sowie der vierten Zehe befinden sich mittelgroße Hautwülste, auf den Handflächen befinden sich kleine Knötchen. Eine äußerlich sichtbare Falte an der Fußwurzel fehlt.
Kopf und Rumpf sind auf der Rückenseite kaffeebraun, die Extremitäten sind cremefarben, die Hinterbeine mit dunkel-kaffeebraunen Strichen gemustert. Die Seiten sind ebenfalls dunkel-kaffeebraun, zwischen Bauch und Seite befindet sich eine cremefarbene bandförmige Zeichnung, eine weitere zwischen Rücken und Seite tritt bei einigen Exemplaren kaum hervor, eine seitliche linienförmige Zeichnung ist schräg und kurz. Die Oberlippe ist hell cremefarben. Kehl- und Bauchregion sind cremefarben und blassgrau-kaffeefarben gefleckt, die Haftscheiben dunkelbraun, die Hoden weiß.

## Verbreitung und Lebensraum
Allobates wayuu ist eine nur in einem Bergwald im Parque Nacional Natural de Macuira auf der Guajira-Halbinsel im äußersten Nordosten Kolumbiens (Sierranía Macuira, Departamento La Guajira) in Höhenlagen zwischen 210 und 780 Metern vorkommende Art. Das rund 243 Quadratkilometer große Verbreitungsgebiet liegt in einem Regenwaldgebiet, das von Trockenwäldern umgeben ist. Aufgrund des isolierten Lebensraumes gelten weitere Vorkommen derzeit als unwahrscheinlich.

## Lebensweise
Die gesamte Population versammelt sich in der Trockenzeit im August in der Schlucht „El Chorro“. Dort finden sich die Tiere unter Felsen in unmittelbarer Nähe von Tümpeln und temporären Kleingewässern ein, die noch Restwasser aus der Regenzeit führen. In der Paarungszeit zeigen die männlichen Tiere ein ausgeprägtes Territorialverhalten und kämpfen um die Weibchen. Zum Rufen klettern sie auf exponiert liegende Steine oder Felsblöcke, um so in den Vorteil einer verbesserten Rufwarte zu gelangen. Die Verpaarung findet vor allem in den Morgenstunden statt. Die Gelege werden in feuchten, mit Laub bedeckten Mulden abgelegt, wo anschließend die Embryonalentwicklung stattfindet. Die geschlüpften Kaulquappen werden von den Männchen anschließend auf dem Rücken zu Bächen und Tümpeln getragen, in denen sie ihre weitere Larvenentwicklung bis zur Metamorphose vollziehen.
In der Regenzeit sind die Tiere relativ häufig anzutreffen. Sie sind gruppenweise in den angrenzenden Wäldern zu finden, die Männchen tragen dabei die Kaulquappen auf dem Rücken mit sich.

## Status und Gefährdung
Von der Weltnaturschutzunion IUCN wurde Allobates wayuu 2001 wegen seines extrem beschränkten Verbreitungsgebietes als „gefährdet“ (vulnerable) eingestuft. Da das Areal in einem Nationalpark liegt und die an das Schutzgebiet angrenzende Umgebung nur dünn besiedelt ist, existiert für die Frösche aktuell keine bestandsbedrohende Gefährdung.
In der Roten Liste der IUCN sind allerdings zahlreiche tropische Froschlurche aufgeführt, deren Bestände in den letzten 20 Jahren zum Teil auf unerklärliche Art und Weise in sehr kurzen Zeiträumen zurückgegangen sind. Besonders betroffen sind hier Panama, Ekuador, Kolumbien und Venezuela, wo bereits mehrere Atelopus- und andere Froschlurch-Arten als „verschollen“ eingestuft werden. Direkte Eingriffe in die Lebensräume stehen für das Verschwinden dabei weniger in Verdacht. Der amerikanische Herpetologe Andrew Blaustein diskutiert in diesem Zusammenhang als eine der möglichen Ursachen die derzeitige Klimaerwärmung. Insbesondere die weltweit erhöhte UV-B-Strahlung kann für Amphibien sehr schädigend sein. Für die meist tagaktiven Dendrobatiden könnte dies eine Rolle spielen.

## Systematik
Die Art wurde 1999 durch Andrés Acosta-Galvis, Daniel Cuentas und Luis Coloma unter dem Namen Colostethus wayuu erstbeschrieben. Das Art-Epitheton ehrt die auf der Guajira-Halbinsel ansässige Ethnie der Wayúu. Die Art wurde von den Beschreibern in die Verwandtschaftsgruppe von Colostethus inguinalis gestellt.
Im Rahmen einer umfangreichen phylogenetischen Neubearbeitung der Familie der Dendrobatidae wurde 2006 vorgeschlagen, die Art in die Gattung Allobates zu überstellen und infolge der gleichzeitigen Teilung der Familie den neu angelegten Aromobatidae zuzuordnen.

## Belege
- Allobates wayuu auf Amphibiaweb (englisch)
- A. R. Acosta, D. A. Cuentas, L. A. Coloma: Una nueva especie de Colostethus (Anura: Dendrobatidae) de la región del Caribe de Colombia. In: Revista de la Academia Colombiana de Ciencias Exactas, Físicas y Naturales (Special Suppl.). 23, 1999, S. 225–230.